# Hrvatski hokejski savez
Hrvatski hokejski savez je hrvatska krovna organizacija za hokej na travi i dvoranski hokej. Međunarodni naziv za Hrvatski hokejski savez je Croatian Hockey Federation. Utemeljen je 15. travnja 1936. u Zagrebu.
Od međunarodnih organizacija član je FIH-a (Fédération Internationale de Hockey) od 3. listopada 1992., a EHF-a (European Hockey Federation) od 5. lipnja 1993. Sjedište saveza je na adresi Trg Krešimira Ćosića 11.

## Vanjske poveznice
- http://www.hhs-chf.hr